# 惠特菲爾德縣 (喬治亞州)
惠特菲爾德縣（英語：Whitfield County）是美國喬治亞州西北部的一個縣，北鄰田納西州。面積753平方公里。根據美國2000年人口普查，共有人口83,525人。縣治多爾頓（Dalton）。
成立於1850年12月30日。縣名紀念在薩凡納開設孤兒院的英國國教會教士喬治·惠特菲爾德（George Whitfield）。